# Новгородов, Сергей Васильевич
Сергей Васильевич Новгородов (07.07.1916 — 10.10.1988) — командир миномётного расчёта 1142-го стрелкового полка (340-я стрелковая дивизия, 38-я армия, 4-й Украинский фронт) старший сержант, участник Великой Отечественной войны, кавалер ордена Славы трёх степеней.

## Биография
Родился 7 июля 1916 года в деревне Лихачи ныне Мучкапского района Тамбовской области в семье крестьянина. Русский.
В 1927 году окончил 4 класса. Работал бригадиром тракторной бригады Мучкапской МТС.
27 сентября 1942 года был призван в Красную армию. На фронте в Великую Отечественную войну того же времени. Член ВКП(б)/КПСС с 1944 года. Воевал на Воронежском, 1-м, 4-м Украинских фронтах. К лету 1943 года воевал наводчиком миномёта 1142-го стрелкового полка 340-й стрелковой дивизии. Участвовал в боях за освобождение Украины, городов Сумы и Киева, форсировании реки Днепр. В Житомирско-Бердичевской и Львовско-Сандомирской операциях.
20 июля 1944 года в боях за господствующую высоту (юго-восточнее города Львов, Украина) младший сержант Новгородов огнём из миномёта вывел из строя свыше 10 солдат и 2 огневые точки противника, чем помог стр. подразделению овладеть высотой. В течение двухдневных боёв за высоту участвовал в отражении 9 контратак врага.
Приказом по частям 340-й стрелковой дивизии от 5 августа 1944 года (№ 47/н) младший сержант Новгородов (в приказе — Новгородцев) Сергей Васильевич награждён орденом Славы 3-й степени.
В августе 1944 года был ранен, после излечения возвратился в свой полк. В ноябре 1943 года при отражении контратаки противника подавил две огневые точки, награждён медалью «За отвагу».
20 января 1945 года в боях за высоту 350.0 юго-западнее города Белобжеги (Польша) младший сержант Новгородов со своим расчётом из миномёта подавил огонь 2 пулемётов, мешавших продвижению пехоты. В ходе отражения контратак уничтожил около 10 солдат и офицеров противника.
Приказом по войскам 38-й армии от 7 февраля 1945 года (№ 6/н) младший сержант Новгородов Сергей Васильевич награждён орденом Славы 2-й степени.
10 марта 1945 года при прорыве обороны противника в районе города Струмень (Силезское воеводство, Польша) миномётный расчёт под командованием старшего сержанта Новгородова подавил 3 вражеские огневые точки. Преследуя отступающего врага истребил до отделения пехоты. Был представлен к награждению орденом Славы 1-й степени.
Участник Парада Победы в июне 1945 года на Красной Площади в Москве.
Указом Президиума Верховного Совета СССР от 29 июня 1945 года старший сержант Новгородов Сергей Васильевич награждён орденом Славы 1-й степени. Стал полным кавалером ордена Славы.
В декабре 1945 года был демобилизован.
Вернулся на родину. Работал помощником бригадира тракторной бригады совхоза «Троицкий» Мучкапского района. Только весной 1967 года ему вручили последнюю боевую награду — орден Славы 1-й степени.
Жил в селе Троицкое. Скончался 10 октября 1988 года. Похоронен Мучкапский район Тамбовской области.

## Награды
- Орден Отечественной войны I степени (11.03.1985)[3]
- Полный кавалер ордена Славы:
  - орден Славы I степени (29.06.1945)[4];
  - орден Славы II степени (07.02.1945)[5];
  - орден Славы III степени (05.08.1944)[4];

- медали, в том числе:
  - «За отвагу» (19.11.1944)[6]
  - «В ознаменование 100-летия со дня рождения Владимира Ильича Ленина» (6 апреля 1970)
  - «За победу над Германией» (9 мая 1945[7])[4]
  - «20 лет Победы в Великой Отечественной войне 1941—1945 гг.» (7 мая 1965[8])
  - «30 лет Победы в Великой Отечественной войне 1941—1945 гг.»[9]
  - 40 лет Победы в Великой Отечественной войне 1941—1945 гг.[10]
  - «30 лет Советской Армии и Флота»[11]
  - «40 лет Вооружённых Сил СССР»[12]
  - «50 лет Вооружённых Сил СССР» (26 декабря 1967[13])
- Знак «25 лет победы в Великой Отечественной войне» (1970)

## Память
- На могиле установлен надгробный памятник
- Его имя увековечено в Главном Храме Вооружённых сил России, и навсегда запечатлено на мемориале «Дорога памяти»